# Patrick Chamoiseau
Patrick Chamoiseau (født 3. december 1953 i Fort-de-France) er en fransk forfatter, der i 1992 fik Goncourtprisen for romanen Texaco.

## Værker oversat til dansk
- Elendighedernes krønike (1996)